# 小行星3956
小行星3956（3956 Caspar）是一颗绕太阳运转的小行星，为主小行星带小行星。该小行星于1988年11月3日发现。

## 轨道参数
小行星3956的轨道半长轴为2.2393673 UA，离心率为0.180。